# Juan Pablo Mosteiro
Juan Pablo Mosteiro ( Montevideo, 1976) es un periodista y docente uruguayo. 
Curso sus estudios en comunicación la Universidad ORT Uruguay egresando en 2002, donde ejerce como docente de periodismo. Trabajó en el diario El País y El Observador. Trabaja en el semanario uruguayo Búsqueda.
En 2019 publicó el libro Claudio Paolillo, que es una recopilación de las mejores piezas periodísticas y discursos del periodista, profesor y editor uruguayo Claudio Paolillo.

## Libro
- 2019, Claudio Paolillo (ISBN 9789974899841).